# Ron van der Hoff
Ron Luitjen Lucia van der Hoff, nizozemski lokostrelec, * 26. marec 1978, Venray.
Sodeloval je na lokostrelskem delu poletnih olimpijskih igrah leta 2004, kjer je osvojil 30. mesto v individualni in 5. mesto v ekipni konkurenci.